# Oxynotus paradoxus
El cerdo marino velero (Oxynotus paradoxus) es una especie de pez escualiforme de la familia Oxynotidae. No se reconocen subespecies. Es propio del océano Atlántico, encontrándose desde Escocia hasta Senegal, sin embargo su presencia en las costas del golfo de Guinea es dudosa.